# Gostiny Dvor (Saint-Pétersbourg)
Pour les articles homonymes, voir Gostiny Dvor.
Le Gostiny Dvor (en russe : Гостиный двор) est une galerie marchande située sur la perspective Nevski à Saint-Pétersbourg (Russie) construite au XVIIIe siècle par les architectes Bartolomeo Rastrelli puis Vallin de la Mothe.
Gostiny Dvor (littéralement « cour des hôtes », ou « halle des marchands ») est un terme générique russe pour désigner un marché couvert ou une galerie commerciale.
Le bâtiment de style néoclassique accueillait une des plus anciennes et des plus importantes galeries de ce type. Les travaux commencèrent en 1757 et durèrent 28 ans. Au XIXe siècle sa surface s'est constamment accrue et la galerie comptait 10 passages couverts et 178 magasins au début du XXe siècle. À cette époque, la galerie perdit son attrait au profit du Passage une autre galerie commerçante située à proximité, sur la même avenue.
Le bâtiment du Gostiny Dvor a été récemment restauré et est redevenu un centre commercial attractif. Le bâtiment d'une longueur totale de près de 1 km à l'intersection de la perspective Nevski et de la rue Sadovaïa couvre une surface de 53 000 m2. 
Il est desservi par une station de métro portant son nom située rue Sadovaïa.

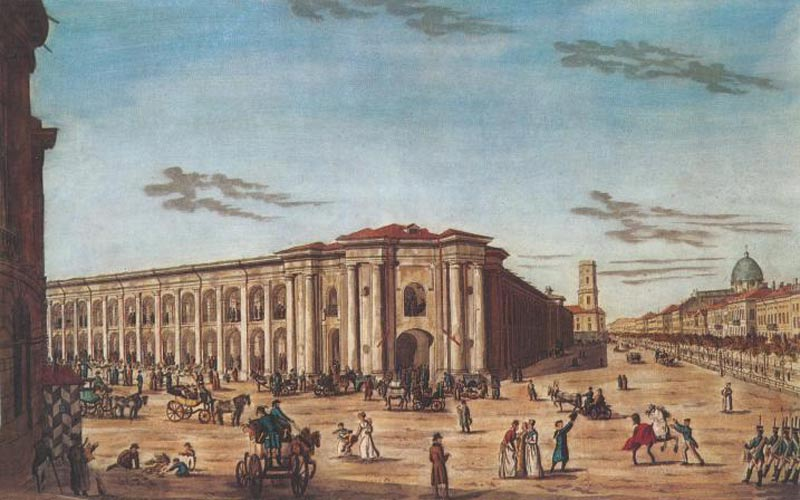
Gostiny Dvor en 1815.
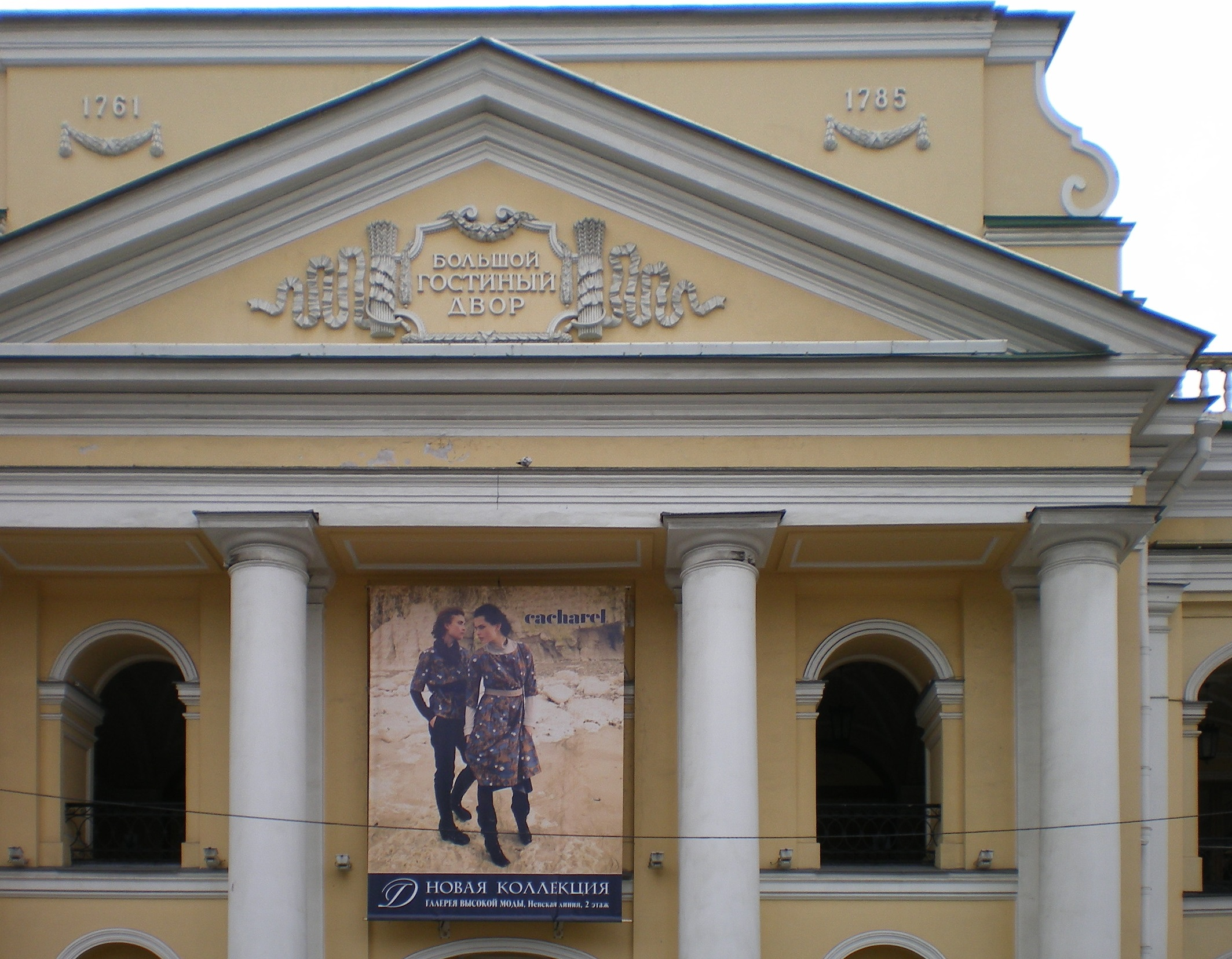
Détail de la façade.
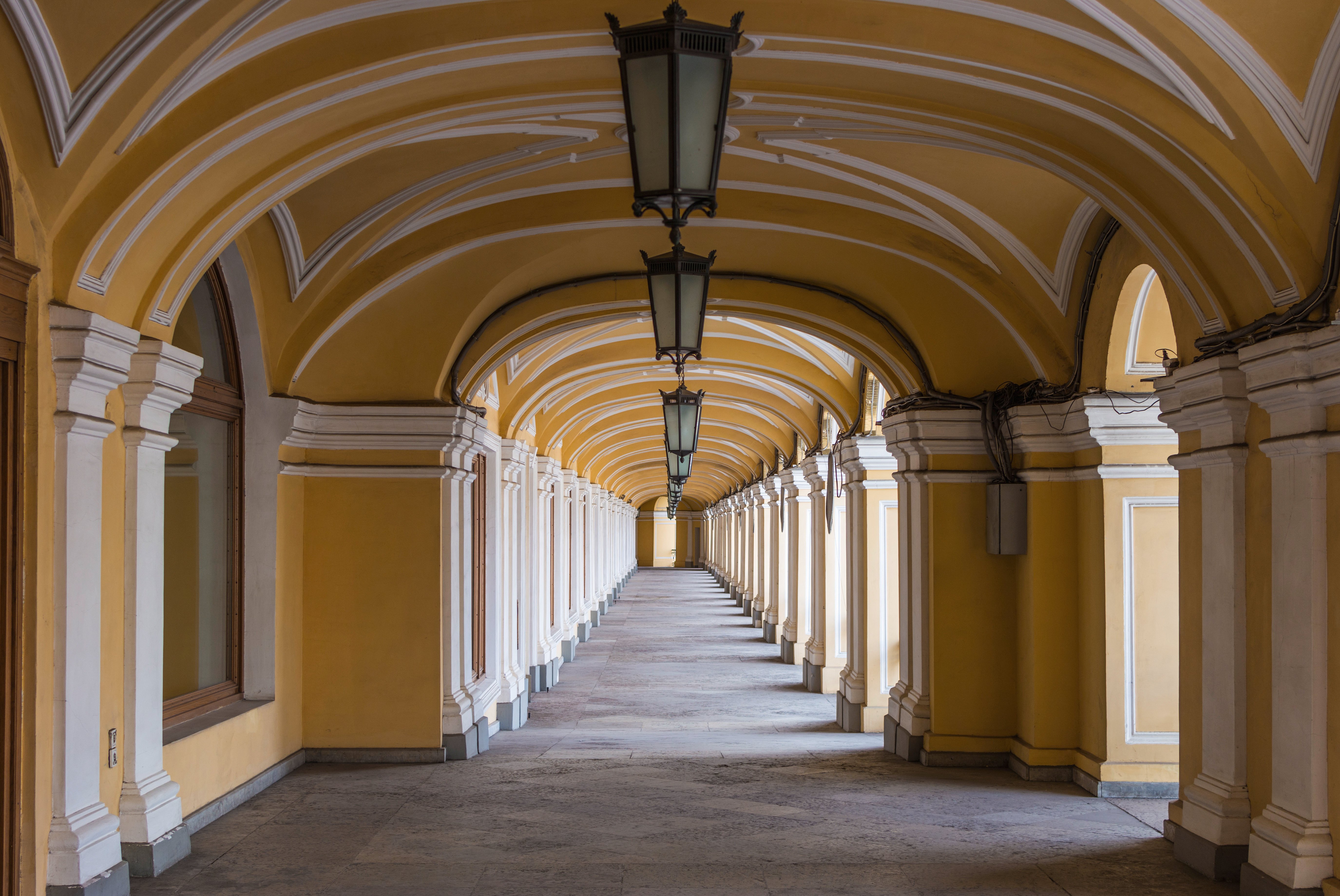
Sous la galerie du Gostiny Dvor.